# Парковка во Франции
Парковка во Франции (фр. stationnement) в целом соответствует европейским правилам длительной остановки транспортного средства, но имеются характерные национальные особенности.

## Ориентация транспортного средства
В границах населённых пунктов Франции стоянка или остановка любого транспортного средства разрешается с соблюдением следующих правил относительно направления движения:
- На дороге с двусторонним движением — в правой полосе[2] ;
- На дороге с односторонним движением — в правой или левой полосе[2].

Стоянка на тротуаре запрещена, за исключением случаев, когда она явно разрешена.

## Запрет стоянки
Во Франции глава города своим распоряжением может запретить стоянку транспорта круглогодично или на определённый сезонный период, а также на одной или нескольких транспортных магистралях, пересекающих территорию муниципалитета.

### Точечное предписание
В тех случаях, когда запрет касается конкретной улицы или группы улиц, на каждой из них устанавливаются специальные дорожные знаки. Действие знака начинается непосредственно от места его установки и до ближайшего перекрёстка, либо до знака, отменяющего запрет.
- B6a1 Стоянка запрещена
- B6d Остановка и стоянка запрещена

### Зональное предписание
В тех случаях, когда запрет применяется ко всем улицам внутри определённой зоны, во Франции действует зональный запрет на стоянку. В этом случае действие знака начинается от места его установки и распространяется на все улицы внутри этого участка, вплоть до знака, показывающего конец зоны запрета. При этом такой дорожный знак не повторяется после каждого перекрёстка.
- B6b1 Зона с запретом стоянки
- B50a Конец зоны с запретом стоянки

## Переменная односторонняя стоянка
Переменная односторонняя стоянка допускает парковку транспорта только с одной стороны дороги в зависимости от дней месяца. Эти правила определяет муниципалитет и они могут действовать круглогодично или в течение определённого сезона, а также на одной или нескольких транспортных магистралях, пересекающих территорию муниципалитета.
Смена разрешённого для стоянки ряда происходит в последний день указанного интервала в период между 20:30 и 21:00.

### Точечное предписание
В тех случаях, когда запрет касается конкретной улицы или группы улиц, на каждой из них устанавливаются специальные дорожные знаки. Действие знака начинается непосредственно от места его установки и до ближайшего перекрёстка, либо до знака, отменяющего запрет.
- B6a2 На стороне дороги, где размещён знак, стоянка запрещена с 1 по 15 число каждого месяца, но разрешено парковаться во вторую половину месяца.
- B6a3 На стороне дороги, где размещён знак, стоянка запрещена с 16 числа и до конца каждого месяца, но разрешено парковаться в первую половину месяца.

Дорожные знаки данного типа не имеют ничего общего с критериями чётности и нечётности.

### Зональное предписание
В тех случаях, когда запрет применяется ко всем улицам внутри определённой зоны, во Франции действует зональный запрет на стоянку. В этом случае действие знака начинается от места его установки и распространяется на все улицы внутри этого участка, вплоть до знака, показывающего конец зоны запрета. При этом такой дорожный знак не повторяется после каждого перекрёстка.
Используется следующий принцип:
- С 01 по 15 число каждого месяца разрешается стоянка транспорта в полосе на стороне нечётных номеров домов улицы;
- С 16 числа по последний день каждого месяца разрешается стоянка транспорта вдоль чётных домов улиц, входящих в зональное регулирование.

- B6b2 Зона с чередованием ограничения стоянки на полумесячной основе
- B50b Конец зоны с чередованием ограничения стоянки на полумесячной основе

## Ограничение длительности стоянки
Во Франции глава города своим распоряжением может ограничить продолжительность стоянки на территории всего населённого пункта или его отдельной части. В таких случаях водителю припаркованного транспортного средства необходимо выкладывать под ветровым стеклом автомобиля так называемый парковочный диск (фр. disque de stationnement) с установленным временем начала стоянки. Диск должен быть хорошо заметен служебному персоналу, выполняющему обход, не выходя на проезжую часть.
Актуальные характеристики парковочного диска во Франции были приняты в 2007 году, чтобы соответствовать европейским требованиям 1979 года, а дорожные знаки зонального ограничения стоянки были модифицированы в 2008 году включением символа нового устройства.
- Зона стоянки с ограничением по времени
- Зона с чередованием ограничения стоянки на полумесячной основе и с ограничением по времени
- Конец зоны стоянки с ограничением по времени
- Конец зоны с чередованием ограничения стоянки на полумесячной основе и с ограничением по времени

Ситуация «кратковременной остановки»: Во Франции также имеются места, предназначенные для кратковременных остановок (как правило, от 15 до 30 минут). Места для «кратковременной остановки» выделяются наглядной разметкой на дороге и в некоторых случаях контролируются электронными устройствами. Контроль электронными устройствами показал свою высокую эффективность, несмотря на высокую стоимость, поскольку позволил обеспечить уважение водителями специфики этих парковочных мест. Контроль устроен таким образом, что установленный в полотне детектор фиксирует прибытие автомобиля после чего на индикаторе указывается оставшееся разрешённое время стоянки. В случае превышения допустимого времени устройство извещает ответственных за данную парковку лиц путём отправки СМС сообщений и электронной почты. Таким образом, устройства контроля позволяют существенно повысить оборачиваемость автомобилей на таких парковочных местах. В некоторых местах «кратковременные остановки» могут быть запрещены в определённые часы суток.

## Платная стоянка
Во Франции по решению главы города некоторые участки дороги могут быть объявлены платной парковкой. Места платной парковки обозначаются следующими дорожными знаками.
- B6b4 Зона платной стоянки
- B50d Конец зоны платной стоянки

### Способы оплаты стоянки
Во Франции существует два способа оплаты стоянки: оплата через парковочный счётчик (традиционный способ) и дистанционная оплата через интернет или мобильный телефон.
Традиционно в парковочном счётчике в качестве оплаты принимаются:
- наличные денежные средства
- банковские карты (в том числе бесконтактные)
- карты французской электронной платёжной системы Moneo
- «городские» карты (предоплаченные)

Во Франции системы дистанционной оплаты парковки развёрнуты только в некоторых городах. Например, в коммуне Исси-ле-Мулино (регион Иль-де-Франс) имеется возможность покупки электронного парковочного талона по телефону, не подходя к парковочному счётчику.
Дистанционный платёж можно выполнить через голосовой сервер, мобильный интернет, интернет.
Метод оплаты парковки по телефону широко развит в Северной Америке (Ванкувер, Сан-Франциско и Майами) и в Великобритании (Лондон, Манчестер, Бирмингем). В этих городах контролирующий персонал оснащается мобильными устройствами для проверки срока действия электронных парковочных талонов.

## Парковка вне границ населённого пункта
Во Франции вне границ населённого пункта разрешается стоянка или остановка на обочине на стороне, соответствующей направлению движения транспортного средства (за исключением случаев, когда это запрещено сигнальной разметкой — сплошная линия). На автомагистралях также возможно парковаться или останавливаться на специально отведённых для этой цели местах; на дорогах с двусторонним движением допускается парковаться на местах, устроенных с другой стороны, в случае когда парковочные места у правого ряда заняты и отсутствует разделительная сплошная, запрещающая пересечь дорогу.

## Опасная парковка
Опасной считается стоянка в тех случаях, когда транспортное средство остановлено вне условий прямой обзорной видимости, парковка вблизи перекрёстка, рядом с крутым поворотом, в верхней точке подъёма дороги или у железнодорожного переезда. Факт опасной стоянки или остановки наказывается штрафом, установленным для нарушений четвёртой категории.

## Стоянка в нежелательном месте
Нежелательным местом для стоянки считается:
- тротуары;
- велосипедные дорожки;
- если для объезда припаркованного автомобиля требуется пересечь сплошную разделительную линию;
- мосты;
- когда автомобиль заслоняет дорожный указатель;

Любая остановка или стоянка в нежелательном месте, предусмотренном в соответствующей статье Дорожного кодекса, наказывается штрафом, установленным для нарушений второй категории.

## Прочие предписания
Во Франции запрещена остановка или стоянка транспортного средства, мешающая установленному проходу пешеходов.
Как водителю, так и пассажирам, остановившегося транспортного средства запрещается открывать дверь в случае когда это действие представляет опасность для него самого или для других участников дорожного движения.
Водитель может оставлять транспортное средство на стоянке только после того, как убедится в том, что предприняты все необходимые меры для устранения риска аварийного происшествия во время его отсутствия.
Транспортное средство, находящееся на стоянке на дороге общего пользования в течение более 7 последовательных дней, считается припаркованным неправомерно и может быть эвакуировано на штрафную стоянку.
Запрещается стоянка или остановка возле уличного гидранта, чтобы не затруднять доступ машин экстренных служб.
Во Франции допускается останавливаться вторым рядом при условии, что слева имеется достаточно места для проезда других транспортных средств без пересечения ими сплошной разделительной линии.

## Административное наказание
Стоянка транспортного средства, произведённая с нарушением изложенных выше правил и указаний, наказывается штрафом, установленным для нарушений второй категории.